# Zīrnā
Zīrnā (persiska: زيرانا, Zīrānā, Zīr Annā, زير اَنّا, زيرنا) är en ort i Iran.   Den ligger i provinsen Kohgiluyeh och Buyer Ahmad, i den centrala delen av landet, 500 km söder om huvudstaden Teheran. Zīrnā ligger 1 242 meter över havet och antalet invånare är 435.
Terrängen runt Zīrnā är bergig åt nordost, men åt sydväst är den kuperad. Zīrnā ligger nere i en dal. Runt Zīrnā är det ganska glesbefolkat, med 38 invånare per kvadratkilometer. Närmaste större samhälle är Ābzīr, 14,1 km öster om Zīrnā. Omgivningarna runt Zīrnā är i huvudsak ett öppet busklandskap.